# Служителі закону
Служителі закону — трилер 1998 року.

## Синопсис
Тюремний літак, потерпів аварію і здійснює вимушену посадку. Скориставшись ситуацією, з-під варти тікає особливо небезпечний в'язень — секретний агент в минулому, звинувачений у вбивстві двох інших агентів. Але не тільки поліція і група Джерарда йдуть по його сліду; втікач становить інтерес і ще для декого. Він занадто багато знає, і цей дехто хоче його прибрати.